# Међуентитетска линија разграничења
Међуентитетска линија разграничења дели Босну и Херцеговину на два ентитета, Републику Српску и Федерацију Босне и Херцеговине. Укупна дужина међуентитетске линије разграничења је 1.150 km.
Међуентитетска линија разграничења углавном иде дуж линије фронта на крају рата у Босни и Херцеговини, уз нека велика прилагођавања (најзначајнија у западном делу земље, у Сарајеву и око њега), начињена на Дејтонској мировној конференцији.
Садашња административна подела Босне и Херцеговине је договорена у оквиру устава који чини Анекс 4 Општег оквирног споразума за мир, закљученог на Дејтонској мировној конференцији у новембру 1995, а потом потписан у Паризу 14. децембра 1995. Кључна компонента устава је повлачење међуентитетске линије разграничења, на који се односе многи други задаци из других анекса.
Дејтонски преговори су први случај у којима је коришћена тродимензионална сателитска технологија и дигитална картографија, да би се одредиле границе у званичном споразуму. Због брзине и интензитета преговора (посебно при крају), низ састанака комисија за међуентитетску линију разграничења се одржао током првих 6 месеци мисије ИФОР, да би се разрешили детаљи на неким деловима линије (нарочито у Сарајеву). Више од 40 промена међуентитетске линије разграничења су договорене на састанцима које је водио генерал Мајкл Вилкокс. Промене је одобрио заповедник ИФОР-а, адмирал Лејтон В. Смит, у јулу 1996.
Данас међуентитетску линију разграничења између Републике Српске и Федерације Босне и Херцеговине више не контролишу војска и полиција, нити постоје граничне контроле.

## Одлука Уставног суда
Уставни суд Босне и Херцеговине је, у својој првој парцијалној одлуци број U 5/98, одлучио о питању да ли Устав Републике Српске у свом тексту може да користи реч „граница“ уместо „гранична линија“. Суд је изјавио:
Одредба Устава РС, који се односи на „границу“ између Републике Српске и Федерације БиХ, није у сагласности са Уставом БиХ (члан III Општег оквирног споразума за мир у Босни и Херцеговини говори о „граничној линији“ између два ентитета, док члан X користи термин „граница“ у смислу граница између држава).
Због тога је Устав Републике Српске морао да се мења, што је учињено са Амандманом број LXVIII, који је променио реч „граница“ у „међуентитетска линија разграничења“ у амандману LV параграфу 2 става 2 Устава Републике Српске.

## Општине подељене међуентитетском линијом разграничења
| Општина у Федерацији БиХ | Општина у Републици Српској | Насеља подељена међуентитетском линијом |
| ------------------------ | --------------------------- | --- |
| Босанска Крупа           | Крупа на Уни                | Велики Дубовик, Горњи Бушевић, Отока, Поткалиње, Средњи Бушевић, Средњи Дубовик, Средњи Петровићи                                                                                         |
| Сански Мост              | Оштра Лука                  | Батковци, Горња Козица, Горња Трамошња, Доња Козица, Доња Трамошња, Копривна, Подвидача, Сасина, Слатина, Стара Ријека, Хадровци, Шкрљевита                                               |
| Кључ                     | Рибник                      | Велечево, Горње Соколово, Доње Ратково, Доње Соколово, Дубочани, Јарице, Љубине, Хасићи                                                                                                   |
| Босански Петровац        | Петровац                    | Бравски Ваганац, Буковача, Бунара, Дринић, Кленовац |
| Дрвар                    | Источни Дрвар               | Потоци |
| Гламоч                   | Шипово                      | Оџак, Прибеља, Хасанбеговци, Хрбине |
| Купрес (ФБиХ)            | Купрес (РС)                 | Мрђановци, Ново Село, Растичево, Шеменовци |
| Јајце                    | Језеро                      | Барево, Бравнице, Дренов До, Присоје |
| Јајце                    | Мркоњић Град                | Власиње |
| Травник                  | Кнежево                     | Горњи Корићани, Доњи Корићани |
| Травник                  | Котор Варош                 | Глуха Буковица, Крушево Брдо I, Крушево Брдо II |
| Зеница                   | Теслић                      | Блатница, Језера |
| Тешањ                    | Теслић                      | Блажевци, Врела, Калошевић, Лончари, Мркотић |
| Маглај                   | Теслић                      | Копице, Лугови |
| Маглај                   | Добој                       | Брезици, Брусница, Доњи Раковац |
| Усора                    | Добој                       | Макљеновац, Миљановци, Омањска |
| Добој Исток              | Добој                       | Лукавица Ријека, Станић Ријека |
| Грачаница                | Добој                       | Скиповац Горњи, Скиповац Доњи |
| Лукавац                  | Петрово                     | Кртова |
| Градачац                 | Модрича                     | Горње Кречане, Јасеница, Доњи Скугрић |
| Градачац                 | Пелагићево                  | Горња Трамошница, Горње Леденице, Доње Леденице, Поребрице, Самаревац, Турић |
| Оџак                     | Брод                        | Брусница Мала |
| Оџак                     | Вукосавље                   | Ада, Врбовац, Ново Село, Поточани |
| Домаљевац-Шамац          | Шамац                       | Брвник, Гребнице, Тишина, Шамац |
| Орашје                   | Доњи Жабар                  | Јењић, Лепница, Оштра Лука, Човић Поље |
| Челић                    | Лопаре                      | Лукавица, Пипери, Челић |
| Тузла                    | Лопаре                      | Колимер, Коњиковићи, Потраш |
| Теочак                   | Лопаре                      | Бријест |
| Теочак                   | Угљевик                     | Јасење, Јасиковац, Турсуново Брдо |
| Сапна                    | Зворник                     | Баљковица, Витиница, Кисељак, Засеок |
| Калесија                 | Осмаци                      | Булатовци, Гојчин, Зелина |
| Кладањ                   | Шековићи                    | Доле, Јелачићи, Каштијељ, Мајдан, Пелемиши |
| Кладањ                   | Власеница                   | Туралићи |
| Олово                    | Хан Пијесак                 | Жеравице, Речица, Рубинићи |
| Олово                    | Соколац                     | Гурдићи, Дрецељ, Дуганчићи, Колаковићи, Крајшићи, Крушево |
| Илијаш                   | Источни Стари Град          | Липник, Ракова Нога |
| Стари Град               | Источни Стари Град          | Вучија Лука, Горње Биоско, Сарајево дио — Стари Град, Фалетићи, Хреша |
| Ново Сарајево            | Источно Ново Сарајево       | Миљевићи, Сарајево дио — Ново Сарајево |
| Ново Сарајево            | Источна Илиџа               | Сарајево дио — Нови Град |
| Илиџа                    | Источна Илиџа               | Крупац, Сарајево дио — Илиџа |
| Трново (ФБиХ)            | Трново (РС)                 | Башци, Бистрочај, Богатићи, Бољановићи, Врбовник, Говедовићи, Годиња, Грачаница, Дивчићи, Доња Пресјеница, Забојска, Иловице, Козија Лука, Миље, Слављевићи, Трново                       |
| Пале-Прача               | Пале                        | Брдарићи, Каменица, Прача, Средње |
| Пале-Прача               | Рогатица                    | Вражалице |
| Горажде                  | Ново Горажде                | Благојевићи, Доње Село, Жужело, Каровићи, Милановићи, Подкозара Доња, Подхомара, Радићи, Сопотница, Ухотићи, Хубјери, Шућурићи                                                            |
| Фоча-Устиколина          | Фоча                        | Брајићи, Боровинићи, Гостичај, Присоје, Родијељ, Сорлаци, Филиповићи, Цвилин |
| Фоча-Устиколина          | Калиновик                   | Драгомилићи |
| Коњиц                    | Калиновик                   | Брда, Зеломићи, Луко, Рајац, Сусјечно, Хотовље, Честаљево |
| Коњиц                    | Невесиње                    | Сељани, Чесим |
| Мостар                   | Источни Мостар              | Камена, Кокорина |
| Мостар                   | Невесиње                    | Рабина |
| Столац                   | Берковићи                   | Баране, Бурмази, До, Поплат, Ходово, Хргуд |
| Столац                   | Љубиње                      | Банчићи |
| Равно                    | Требиње                     | Баонине, Величани, Гола Главица, Грмљани, Диклићи, Кликовићи, Котези, Крајковићи, Лушница, Мрњићи, Орашје Попово, Пољице Чичево, Рапти Бобани, Седлари, Сливница Површ, Струјићи, Церовац |

- новоформиране општине су означене подебљаним словима

У време потписивања Дејтонског споразума, општина Брчко је такође подељена између ФБиХ и РС, али је касније претворена у дистрикт Брчко, који повезује Тузлански кантон са Посавским кантоном у Федерацији БиХ, односно, општине Пелагићево и Доњи Жабар са општинама Лопаре и Бијељина у Републици Српској.